# Filmové muzeum Postupim
Filmové muzeum Postupim je nejstarším filmovým muzeem v Německu. Nachází se v Postupimi v Braniborsku. Stálá výstava „Vysněná továrna. 100 let filmu v Babelsbergu“ věnovaná mediální historii Babelsbergu ukazuje proces tvorby filmu od prvního nápadu až po premiéru.
Výstavní program doplňují dočasné výstavy, rodinné výstavy a výstavy k německým a mezinárodním filmovým a mediálním tématům. Filmové muzeum provozuje také muzejní obchod a kino s několika promítáními denně. Muzeum je umístěno v budově bývalé konírny, takzvané Marstall. Od roku 1714 sloužila tato budova jako konírna, od roku 1981 je pak místem filmového muzea.
Založení muzea se datuje k rozhodnutí, které v roce 1977 přijala městská rada v Postupimi. Marstall patřící do městského paláce v Postupimi byl zchátralý, takže nejprve bylo nutné provést rozsáhlé restaurátorské a renovační práce. Muzeum bylo otevřeno v dubnu 1981 jako „Filmové muzeum NDR“ s výstavou o filmové technologii. V roce 1983 následovala výstava o historii Ufa a DEFA. Po znovusjednocení Německa v roce 1990 byly sbírky, výzkum a program značně rozšířeny. V roce 1991 převzal stát Braniborsko odpovědnost a financování muzea, které bylo dříve provozováno jako oddělení Státních paláců a zahrad v Postupimi-Sanssouci.
Od roku 2011 je Filmové muzeum Postupim součástí institutu filmové univerzity Babelsberg Konrad Wolf. V roce 2014 došlo k rozsáhlé rekonstrukci budovy včetně přístupnosti a požární ochrany.